# Niki Jenkins
Pour les articles homonymes, voir Jenkins.
Niki Jenkins, née le 27 juillet 1973 à Selkirk (Manitoba), est une judokate canadienne.

## Palmarès international en judo
| Jeux panaméricains         | Jeux panaméricains | Jeux panaméricains |
| Année                      | Médaille           | Catégorie          |
| -------------------------- | ------------------ | ------------------ |
| 1999                       | argent             | –78 kg             |
| Championnats panaméricains |                    |                    |
| Année                      | Médaille           | Catégorie          |
| 1994                       | bronze             | –72 kg             |
| 1996                       | or                 | –72 kg             |
| 1998                       | bronze             | –70 kg             |